# ميغيل ميلادو
ميغيل ميلادو (بالإسبانية: Miguel Mellado) (18 مارس 1993 في الأرجنتين - ) هو لاعب كرة قدم أرجنتيني في مركز الوسط.

## روابط خارجية
- ميغيل ميلادو على موقع قاعدة بيانات كرة القدم.إي يو (الإنجليزية)
- ميغيل ميلادو على موقع Soccerway.com (الإنجليزية)